# Груба, Григорий Иванович
Груба Григорий Иванович — народный депутат Украины VII созыва.

## Биография
В 1971—1972 годах — электромонтер 1-го разряда Лубенского мебельного комбината, город Лубны. В 1977 году окончил Одесский политехнический институт, специальность — инженер-электрик.
В 1977—1986 годах — старший инженер-электрик НИИ «КрымНИИпроект» в Симферополе. В 1986—2002 годах — прошел путь от инженера-конструктора до первого заместителя генерального директора предприятия «Крымэнерго». 2002—2012 годы — председатель правления ПАО «Крымэнерго». В 2004 году окончил Украинскую инженерно-педагогическую академию, по специальности менеджер организаций, менеджер-экономист. В том же году окончил Харьковский региональный институт государственного управления Украинской академии государственного управления при Президенте Украины, получив диплом магистра государственного управления. После Аннексии Крыма Российской Федерацией с 2015 года — руководитель временной администрации национализированной энергокомпании «ДТЭК Крымэнерго», первый заместитель генерального директора, советник гендиректора ГУП РК «Крымэнерго».

## Политическая деятельность
Депутат Верховной Рады Крыма двух созывов.
На парламентских выборах 2012 года был избран депутатом Верховной Рады Украины от Партии регионов по одномандатному мажоритарному избирательному округу № 10. По результатам голосования одержал победу, набрав 41,60 % голосов избирателей.
После отстранения Януковича 4 марта 2014 года вышел из фракции Партии Регионов, впоследствии вошёл в состав депутатской группы «За мир и стабильность». 18 сентября 2014 года на пресс-конференции заявил о сложении с себя депутатских полномочий в связи с первыми выборами в Крыму как субъекте РФ, однако до окончания в ноябре работы Верховной Рады VII созыва полномочия официально не были прекращены.

## Научная степень
Доктор наук государственного управления, академик инженерной Академии Украины.
Член Центрального правления Научно-технического союза энергетиков и электротехников Украины.

## Награды
- Орден «За заслуги» II степени (24 августа 2013) — за значительный личный вклад в государственное строительство, социально-экономическое, научно-техническое, культурно-образовательное развитие Украины, весомые трудовые достижения и высокий профессионализм[3].

## Семья
Женат, имеет дочь Елену, внучку и внука.